# هالوشو
هالوشو (Khallushu) یا هالوشو-اینشوشیناک یکی از شاهان در دورهٔ شهرنشینی عیلامیان بود. او در سال ۶۹۹ پیش از میلاد به پادشاهی عیلام رسید و به سرزمین اکد حمله کرد و شاه بابل را اسیر کرد و با خود به عیلام آورد و شخص دیگری را به پادشاهی بابل برگزید. در زمان هالوشو، بابل تابع ایلام شد. هالوشو، پسر سناخریب را به دام انداخت و او را به قتل رسانید و سناخریب هم پسر او را کشت و پس از آن مردم عیلام شوریدند و او را در سال ۶۹۳ پیش از میلاد، عزل کردند.

## جُستارهای وابسته
- شاهان عیلام
- تمدن عیلام
- شوش